# Texas orientale

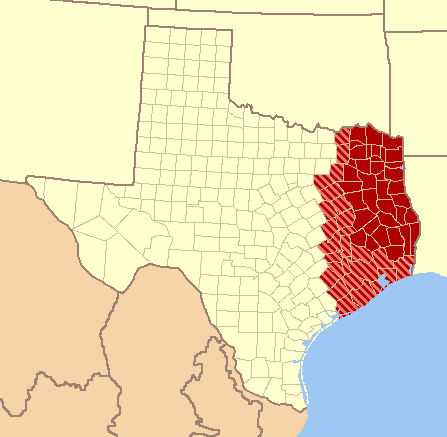
Le contee in rosso mostrano il nucleo del Texas orientale; l'inclusione delle contee tra il rosa e il rosso varia da fonte a fonte, e quindi o non può essere inclusa nel Texas orientale

Il Texas orientale è una distinta area culturale, geografica ed ecologica nello Stato del Texas, Stati Uniti d'America.
Secondo l'Handbook of Texas, l'area del Texas orientale "potrebbe essere separata dal resto del Texas all'incirca da una linea che si estende dal Red River nel centro-nord della contea di Lamar verso sud-est fino al centro-est della contea di Limestone e poi verso sud della parte orientale della baia di Galveston", sebbene la maggior parte delle fonti separa la zona della costa del golfo in una regione separata.
Un'altra definizione popolare, un po' più semplice, definisce il Texas orientale come la regione tra il fiume Trinity, a nord e ad est di Houston, (o talvolta l'Interstate 45, quando definisce generosamente) come il confine occidentale, il confine con la Louisiana come confine orientale, il confine con l'Oklahoma come confine settentrionale e si estende a sud fino a Lufkin. Le regioni del Texas orientale comprendono Tyler, Longview, Marshall, Palestine, Jacksonville, Mount Pleasant e Nacogdoches.
La maggior parte della regione è costituita dall'ecoregione della Piney Woods, e il Texas orientale a volte può essere ridotto a includere solo la Piney Woods. Ai margini, verso il Texas centrale, le foreste si espandono verso gli alberi più rada e infine verso pianure aperte.

## Popolazione, dati demografici e governo

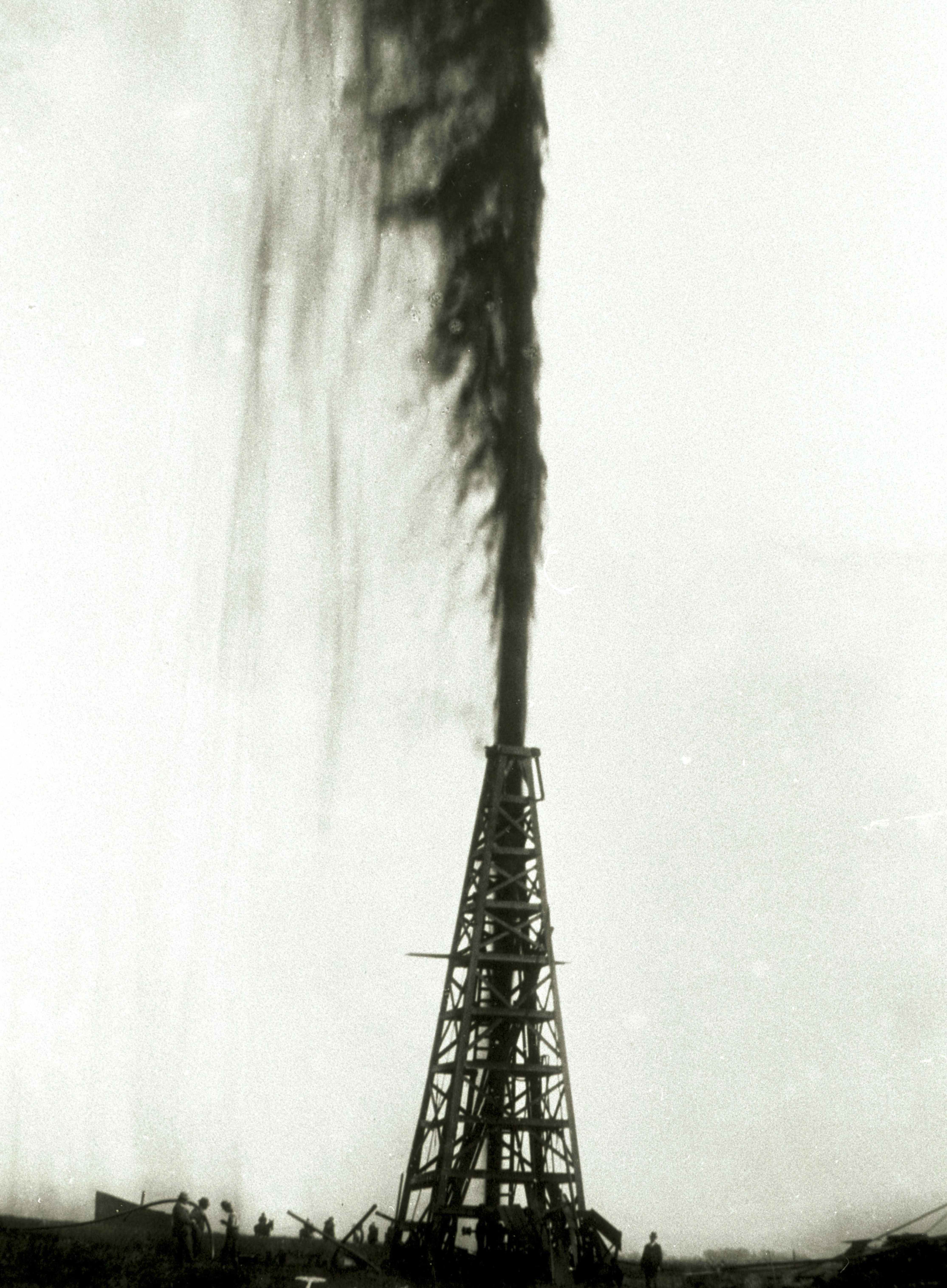
Lucas Gusher, Spindletop vicino Beaumont, Texas

Il Texas orientale comprende 41 contee, 38 delle quali collaborano in sub-regionale Ark-Tex Council of Governments, l'East Texas Council of Governments, il Deep East Texas Council of Governments e il South East Texas Regional Planning Commission.
Le contee incluse sono Anderson, Angelina, Bowie, Camp, Cass, Cherokee, Delta, Franklin, Gregg, Hardin, Harrison, Henderson, Hopkins, Houston, Jasper, Jefferson, Lamar, Marion, Morris, Nacogdoches, Newton, Orange, Panola, Polk, Rains, Red River, Rusk, Sabine, San Augustine, San Jacinto, Shelby, Smith, Titus, Trinity, Tyler, Upshur, Van Zandt e Wood.
Le altre tre contee del Texas orientale che si uniscono ad altri consigli governativi regionali sono Chambers (Anahuac), Liberty (Liberty) e Walker (Huntsville), tutte e tre in prossimità geografica delle aree metropolitane di Houston.
Al di fuori dell'area della Greater Houston la densità di popolazione media è di circa 18-45 per miglio quadrato (7-12 per km²), con la densità della popolazione vicino al Big Thicket che scende sotto le 18 persone per metro quadrato. La popolazione del Texas orientale è molto grande ed è centrata attorno al Golden Triangle che è composta da Beaumont/Port Arthur/Orange nel Texas sud-orientale. Spostandosi a nord dalla costa, Lufkin e Nacogdoches ancorano il centro abitato del Deep East Texas. Proseguendo verso nord dal Deep East Texas, Tyler, Longview e Marshall, nel Texas nord-orientale, insieme a Texarkana, al confine nord-orientale con l'Arkansas, rappresentano i maggiori centri di popolazione nella parte settentrionale del Texas orientale. A sole otto miglia dal confine con il Texas, Shreveport, Louisiana, è considerato il centro economico e culturale dell'Ark-La-Tex, l'area in cui si incontrano l'Arkansas, la Louisiana e il Texas orientale.
Il censimento degli Stati Uniti del 2010 mostra queste 41 contee del Texas orientale con una popolazione di 2 057 518 abitanti, che rappresenta l'8% della popolazione totale del Texas.
Secondo i dati del censimento degli Stati Uniti del 2010, le cinque contee più popolate sono:
1. Contea di Jefferson (252.273)
2. Contea di Smith (209.714)
3. Contea di Gregg (121.730)
4. Contea di Bowie (92.565)
5. Contea di Angelina (86.771)

Secondo i dati del censimento degli Stati Uniti del 2010, le dieci città più popolate del Texas orientale sono:
1. Beaumont (118.296)
2. Tyler (98.564)
3. Longview (81.336)
4. Port Arthur (53.937)
5. Huntsville (38.548) (Huntsville, contea di Walker, non è tra le 41 contee elencate del Texas orientale)
6. Texarkana (36.411)
7. Lufkin (35.067)
8. Nacogdoches (32.996)
9. Paris (25.151)
10. Marshall (23.523)

Secondo i dati del censimento degli Stati Uniti del 2010, la popolazione delle contee del Texas orientale è composta dal 65,93% di bianchi non ispanici, il 17,44% di afroamericani, il 14,29% di origine ispanica o latina e il 2,34% di altri (compresi nativi e asiatici). La contea più etnicamente etnica e razziale del Texas orientale è la contea di Jefferson, la più grande contea del Texas orientale che comprende la città di Beaumont, con il 44,1% di bianchi non ispanici, il 34,1% di afroamericani, il 17,7% di ispanici o latini e il 4,1% altri (compresi nativi e asiatici). A differenza della demografia razziale statale totale del Texas, solo due contee nel Texas orientale hanno una maggioranza minoritaria, la contea di Jefferson nel Golden Triangle e la contea di Titus con una popolazione di origine ispanica o latina del 40,6%. Il Texas orientale e il Texas sud-orientale hanno una popolazione afroamericana significativa, che si estende a circa il 20% in alcune contee.